# Аустрас кокс
Аустрас кокс (латыш. Austras koks, «древо утренней зари») — дерево в балтийской мифологии, которое, по легендам, росло от восхода солнца по пологу неба, достигая зенита, вплоть до наступления заката. Это же название носит латышский национальный узор, символизирующий это дерево. В литературе и мифологии аустрас кокс нередко ассоциируется с мировым древом.

## Наименование
В латышской мифологии это дерево называют солнечным древом (латыш. Saules koks), кустом мира (латыш. Pasaules krūms), древом мира (латыш. Pasaules koks), ассоциируя с ним дуб, большой куст или даже ель. В народе зовётся просто «деревцем» или «цветком».

## Этимология
Варианты знака встречались в каменном веке; знак «растущего дерева» известен с неолита. В Средневековье под влиянием распространения христианства знак стал ещё больше распространяться, поскольку его стали связывать как с культом дерева, так и с христианскими легендами, ассоциируя с древом жизни тую, из которой был сделан крест, на котором распяли Иисуса, а также ассоциируя с древом познания.

## Описание
У аустрас кокс серебряные листья, медные корни и золотые ветви. Обычно с ним связывают дубы, растущие вдоль Даугавы в Курземе, Видземе и Латгалии. Аустрас кокс символизирует движение солнца и мироздание, относится к повседневному ритму жизни и олицетворяет представление человека о мире и духовности. Латыши связывали аустрас кокс со Вселенной, фактически приравнивая дерево к мировому древу:
- корни символизируют подземный мир;
- ствол — средний мир (мир людей, землю);
- листья — небо, куда всё стремится.

Древо олицетворяло прошлое, настоящее и будущее у латышей — предков народа, собственно живущее поколение и их детей, считаясь некоей духовной связью.

## Орнамент в народной культуре
Изначально этот знак относили к вышивке восточнолатышских накидок виллайне, но позже так стали называть все знаки растительного орнамента. В латышском археологическом материале подобный орнамент встречался на керамике в Лубанской низине (ранний и поздний неолит) и в металлических украшениях на браслетах латгалов; также подобные мотивы встречаются у ливов на черепаховидных сактах XII века. Позже подобный орнамент стал сочетаться с стилем барокко: в домах крестьян появлялись сундуки для приданого, расписанные растительным и зооморфным узором («крестьянское барокко»)
Аустрас кокс может изображаться с символами солнца, ели или луны; иногда в орнаменте выделяется начало, иногда — конец. Орнамент используется в виллайне Восточной Латвии (Крустпилс, Латгалия, Аугшземе и Восточное Видземе), датируясь XVIII — первой половиной XIX вв.; женщины Латгалии и Аугшземе украшали подобным орнаментом платки и передники; у женщин Южного Курземе (особенно в Руцаве) на рукавах рубашек изображался орнамент «солнечного дерева».

## Аустрас кокс в мифологии
С учётом культа деревьев у балтийских народов аустрас кокс стал неотъемлемой частью их культуры: в летописях XIII века Падернборского и Кельнского каноника Оливера сообщалось о поклонении балтийских народов божествам деревьев. Через символ дерева загадывается образ мира нередко в латышских народных сказках.